# Apartadó
Apartadó este un municipiu din departamentul Antioquia, Columbia.